# OK-2.01

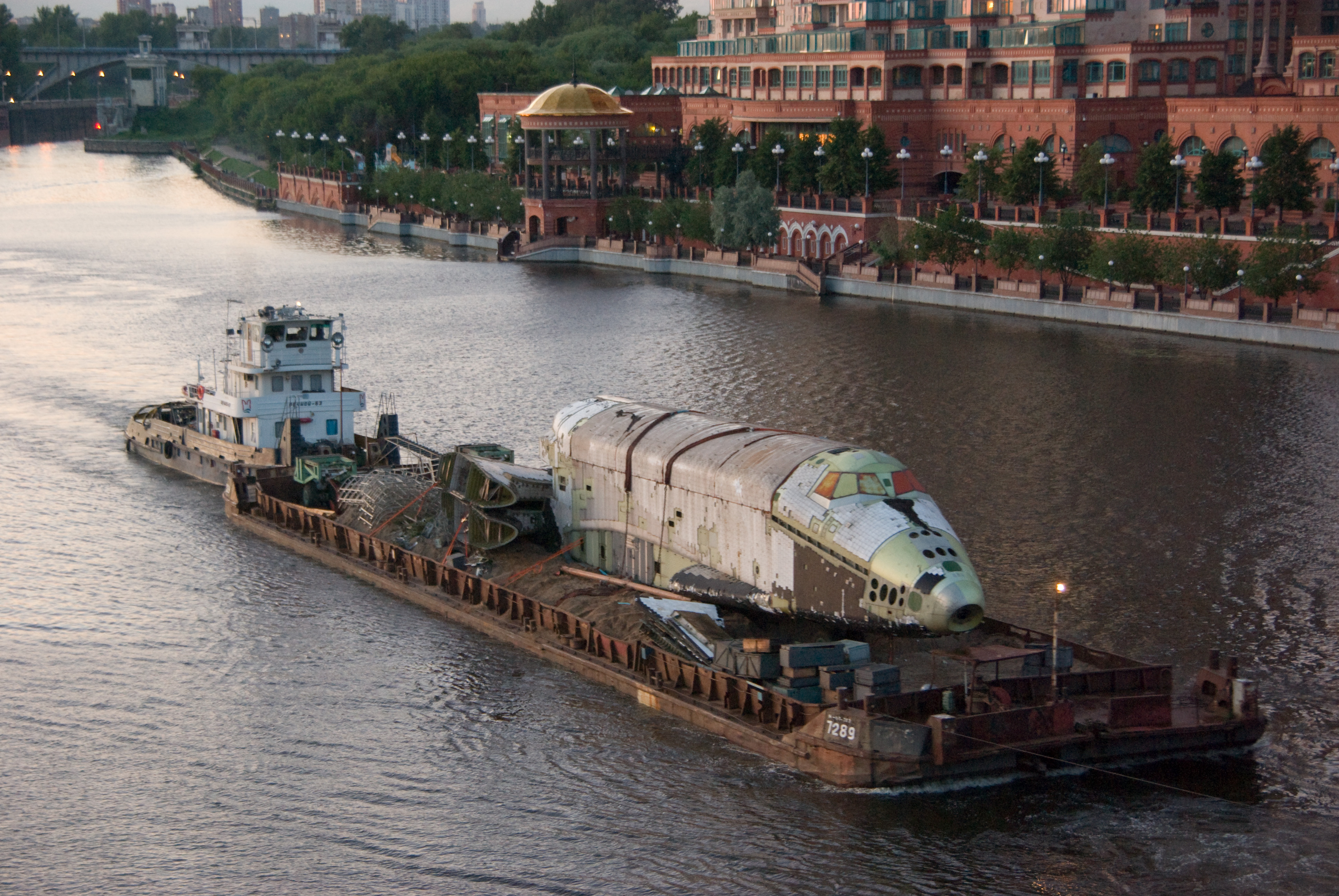
Bourane 2.01

Bourane 2.01 est une navette soviétique de la série Bourane qui n'a jamais été finie. Elle est restée longtemps à l'usine Tuchino et est, depuis 2013, conservée à l'aéroport Joukovski à Moscou.